# Ліга націй КОНКАКАФ 2019—2020
Ліга націй КОНКАКАФ 2019—2020 (англ. 2019–20 CONCACAF Nations League) — перший розіграш Ліги націй серед збірних Північної і Центральної Америки і країн Карибського басейну, в якому взяли участь всі 41 збірна, що входять в КОНКАКАФ.
Відбірковий турнір Ліги націй також служив частиною відбору на Золотий кубок КОНКАКАФ-2019, який було розширено з дванадцяти до шістнадцяти команд, а груповий етап турніру послужив кваліфікацією до Золотого кубка КОНКАКАФ 2021 року. Фінальний турнір, який визначив переможця турніру, спочатку мав пройти в червні 2020 року. 3 квітня 2020 року фінальний турнір було відкладено до березня 2021 року через пандемію COVID-19. 22 вересня 2020 року КОНКАКАФ оголосила, що фінальний турнір знову перенесений на червень 2021 року. В результаті фінальний етап відбувся 3 та 6 червня 2021 року на стадіоні «Емпавер Філд ет Майл-Гай» в Денвері, США і перемогу здобули господарі, американці, які обіграли у фіналі Мексику 3:2 в додатковий час.

## Формат

### Кваліфікація
У турнірі беруть участь всі збірні, що входять в КОНКАКАФ. Груповий етап Ліги націй складається з трьох дивізіонів. Для визначення учасників по дивізіонах перед дебютним розіграшем була проведена кваліфікація. До складу Ліги А увійшли 6 збірних, які брали участь у вирішальному 5-му раунді відбіркового турніру до чемпіонату світу 2018 року: Мексика, Коста-Рика, Панама, Гондурас, США і Тринідад і Тобаго. Інші 34 збірні (за винятком Гватемали, членство якої в ФІФА було призупинено). Кожна збірна зіграла чотири матчі — два вдома і два в гостях, і за їх результатами збірні були розділені на рівні для групового етапу першого розіграшу Ліги націй КОНКАКАФ: перші 6 збірних кваліфікувалися до Ліги A, приєднавшись до 6 збірним, які мають прямі путівки; команди, які фінішували з 7 по 22 місце, кваліфікувалися до Ліги B; 12 збірних, що залишилися, кваліфікувалися до Ліги C.
Крім того десять найкращих збірних на етапі кваліфікації пройшли кваліфікацію до Золотого кубка КОНКАКАФ 2019 року, приєднавшись до шести інших учасників.

### Груповий етап
Ліга А складалася з дванадцяти команд, розділених на чотири групи по три команди. Чотири переможці груп виходили до фінального чемпіонату Ліги націй і визначить чемпіоном нового змагання. Чотири команди, які фінішували останніми у своїй групі, потрапили до Ліги В на наступний розіграш турніру.
Ліга В складалася з шістнадцяти команд, розділених на чотири групи по чотири команди. Чотири переможці груп кваліфікувались до Ліги А на наступний розіграш, тоді як чотири команди, які фінішували останніми у своїй групі, вилітатимуть до Ліги С.
Ліга С складалася з решти тринадцяти збірних, команди, які фінішували з 23 по 34 місце в кваліфікації, а також Гватемалою, яка не брала участь у кваліфікації через обмеження ФІФА, які були зняті напередодні групового етапу у травні 2018 року. Ліга складалась з чотирьох груп, три групи по три команди та одна група з чотирьох. Четверо переможців груп вийшли до Ліги В на наступний розіграш.
У вересні 2019 року було оголошено, що груповий етап Ліги націй також стане кваліфікацією для всіх шістнадцяти команд, які братимуть участь у Золотому кубку КОНКАКАФ 2021 року (жодна команда не пройде кваліфікацію автоматично). Дві найкращі команди з кожної з чотирьох груп Ліги А та переможці кожної з чотирьох груп Ліги В отримували путівку напряму, в той час як треті команди у Лізі А, другі команди у Лізі В та переможці груп у Лізі С мали розіграти у плей-оф останні 4 путівки на турнір. Втім після того як у вересні 2020 року Катар було запрошено як гостя на участь в турнірі, формат плей-оф було змінено, щоб путівку отримали лише 3 команди

### Фінальний етап
Національні збірні Ліги А, що посіли в своїх групах перші місця, отримали право взяти участь у фінальній стадії, яка складалась з півфіналів, матчу за третє місце та фіналу, в якому і визначився переможець турніру.

## Учасники
| Легенда                                                                                                   |
| --- |
| Учасники 5 раунду відбіркового турніру до чемпіонату світу 2018 року, які автоматично потрапили до Ліги А |
| Учасники кваліфікації                                                                                     |
| Збірна не брала участь у кваліфікації через обмеження від ФІФА, яка автоматично потрапила до Ліги C       |

| Місце | Збірна                   | О     |
| ----- | ------------------------ | ----- |
| 1     | Мексика                  | 2,047 |
| 2     | США                      | 1,853 |
| 3     | Коста-Рика               | 1,845 |
| 4     | Панама                   | 1,700 |
| 5     | Гондурас                 | 1,669 |
| 6     | Ямайка                   | 1,516 |
| 7     | Канада                   | 1,448 |
| 8     | Гватемала                | 1,417 |
| 9     | Гаїті                    | 1,348 |
| 10    | Сальвадор                | 1,347 |
| 11    | Тринідад і Тобаго        | 1,339 |
| 12    | Мартиніка                | 1,271 |
| 13    | Куба                     | 1,146 |
| 14    | Французька Гвіана        | 1,108 |
| 15    | Гваделупа                | 1,089 |
| 16    | Нікарагуа                | 1,032 |
| 17    | Сент-Кіттс і Невіс       | 1,023 |
| 18    | Кюрасао                  | 1,018 |
| 19    | Суринам                  | 991   |
| 20    | Антигуа і Барбуда        | 946   |
| 21    | Домініканська Республіка | 925   |

| Місце | Збірна                          | О   |
| ----- | ------------------------------- | --- |
| 22    | Бермудські Острови              | 924 |
| 23    | Гаяна                           | 914 |
| 24    | Беліз                           | 853 |
| 25    | Бонайре                         | 799 |
| 26    | Гренада                         | 795 |
| 27    | Сент-Вінсент і Гренадини        | 793 |
| 28    | Сент-Люсія                      | 773 |
| 29    | Барбадос                        | 731 |
| 30    | Пуерто-Рико                     | 693 |
| 31    | Багамські Острови               | 627 |
| 32    | Домініка                        | 563 |
| 33    | Аруба                           | 559 |
| 34    | Кайманові Острови               | 543 |
| 35    | Острови Теркс і Кайкос          | 483 |
| 36    | Монтсеррат                      | 435 |
| 37    | Американські Віргінські Острови | 401 |
| 38    | Сен-Мартен                      | 352 |
| 39    | Сінт-Мартен                     | 336 |
| 40    | Ангілья                         | 261 |
| 41    | Британські Віргінські Острови   | 261 |

Примітки
1. ↑  Гватемала була відсторонена ФІФА в жовтні 2016 року[18], а тому не мала права брати участь у кваліфікації.
2. 1 2 3 4 5 6  Є членами КОНКАКАФ, але не ФІФА

## Розклад
| Stage           | Round              | Dates                |
| --------------- | ------------------ | -------------------- |
| Кваліфікація    | 1 тур              | 6–11 вересня 2018    |
| Кваліфікація    | 2 тур              | 11–16 жовтня 2018    |
| Кваліфікація    | 3 тур              | 16–20 листопада 2018 |
| Кваліфікація    | 4 тур              | 21–24 березня 2019   |
| Груповий етап   | 1 тур              | 5–7 вересня 2019     |
| Груповий етап   | 2 тур              | 8–10 вересня 2019    |
| Груповий етап   | 3 тур              | 10–12 жовтня 2019    |
| Груповий етап   | 4 тур              | 13–15 жовтня 2019    |
| Груповий етап   | 5 тур              | 14–16 листопада 2019 |
| Груповий етап   | 6 тур              | 17–19 листопада 2019 |
| Фінальний раунд | Півфінали          | 3 червня 2021        |
| Фінальний раунд | Матч за 3-тє місце | 6 червня 2021        |
| Фінальний раунд | Фінал              | 6 червня 2021        |

## Кваліфікація

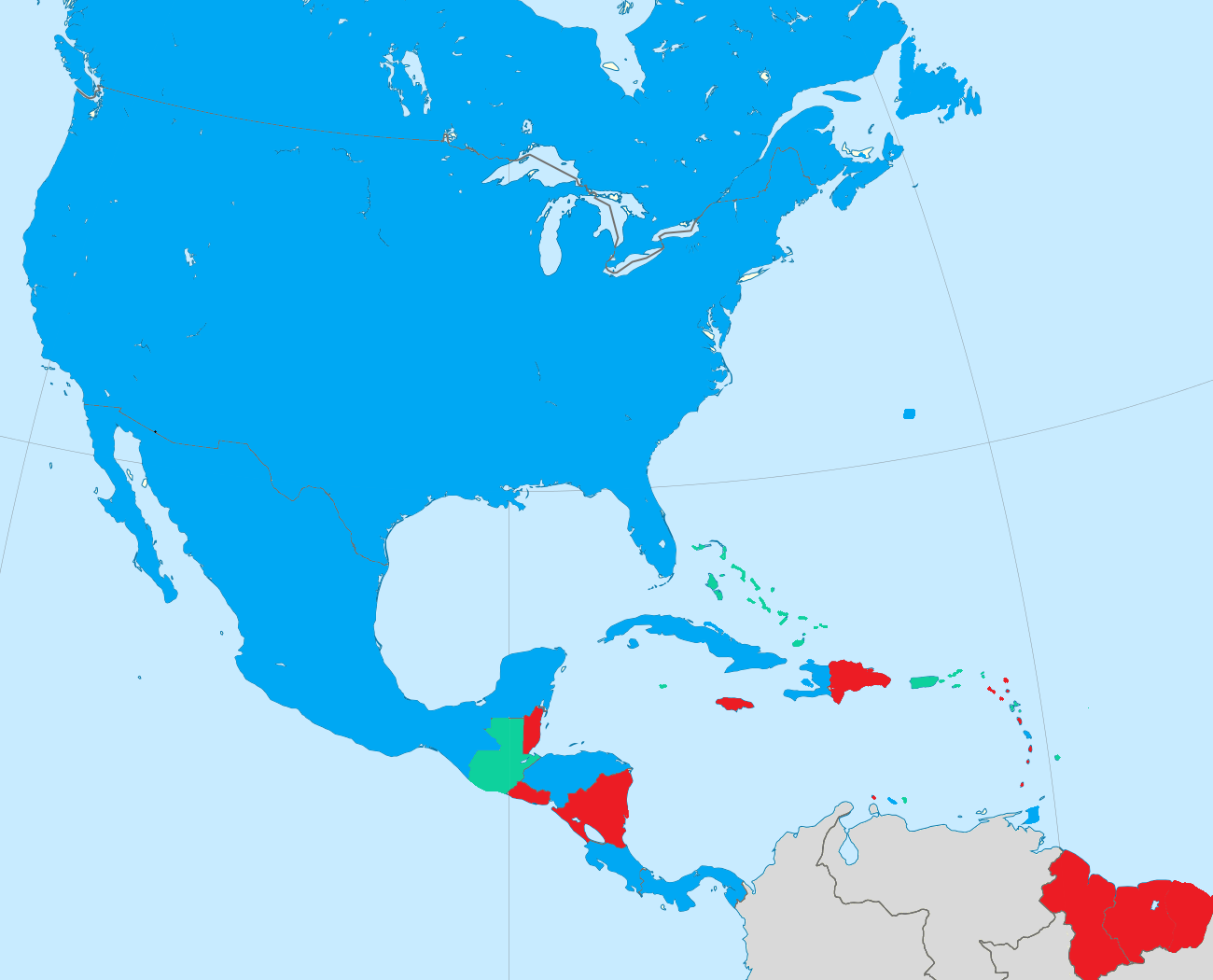
Мапа збірних за лігами, які визначились внаслідок кваліфікації.
Ліга A
Ліга B
Ліга C

34 команди були розділені в чотири кошики, ґрунтуючись на їх позиції в таблиці коефіцієнтів КОНКАКАФ станом на березень 2018 року. Кошики A і D — по 8 команд, в той час як кошики B і C — по 9. В такому форматі збірні мали зіграти 4 тури, при цьому жодна команда не могла зіграти один з одним більше одного разу, і кожна команда провела по два домашні та два виїзні матчі.
| Поз | Команда                         | І | В | Н | П | ГЗ | ГП | РГ  | О  | Кваліфікація                                          |
| --- | ------------------------------- | - | - | - | - | -- | -- | --- | -- | ----------------------------------------------------- |
| 1   | Гаїті                           | 4 | 4 | 0 | 0 | 19 | 2  | +17 | 12 | Кваліфікація до Ліги A і Золотого кубка КОНКАКАФ 2019 |
| 2   | Канада                          | 4 | 4 | 0 | 0 | 18 | 1  | +17 | 12 | Кваліфікація до Ліги A і Золотого кубка КОНКАКАФ 2019 |
| 3   | Мартиніка                       | 4 | 4 | 0 | 0 | 10 | 2  | +8  | 12 | Кваліфікація до Ліги A і Золотого кубка КОНКАКАФ 2019 |
| 4   | Кюрасао                         | 4 | 3 | 0 | 1 | 22 | 2  | +20 | 9  | Кваліфікація до Ліги A і Золотого кубка КОНКАКАФ 2019 |
| 5   | Бермудські Острови              | 4 | 3 | 0 | 1 | 17 | 4  | +13 | 9  | Кваліфікація до Ліги A і Золотого кубка КОНКАКАФ 2019 |
| 6   | Куба                            | 4 | 3 | 0 | 1 | 15 | 2  | +13 | 9  | Кваліфікація до Ліги A і Золотого кубка КОНКАКАФ 2019 |
| 7   | Гаяна                           | 4 | 3 | 0 | 1 | 14 | 3  | +11 | 9  | Кваліфікація до Ліги B і Золотого кубка КОНКАКАФ2019  |
| 8   | Ямайка                          | 4 | 3 | 0 | 1 | 12 | 3  | +9  | 9  | Кваліфікація до Ліги B і Золотого кубка КОНКАКАФ2019  |
| 9   | Нікарагуа                       | 4 | 3 | 0 | 1 | 9  | 2  | +7  | 9  | Кваліфікація до Ліги B і Золотого кубка КОНКАКАФ2019  |
| 10  | Сальвадор                       | 4 | 3 | 0 | 1 | 7  | 2  | +5  | 9  | Кваліфікація до Ліги B і Золотого кубка КОНКАКАФ2019  |
| 11  | Монтсеррат                      | 4 | 3 | 0 | 1 | 6  | 3  | +3  | 9  | Кваліфікація до Ліги B                                |
| 12  | Суринам                         | 4 | 2 | 1 | 1 | 8  | 2  | +6  | 7  | Кваліфікація до Ліги B                                |
| 13  | Сент-Люсія                      | 4 | 2 | 1 | 1 | 7  | 4  | +3  | 7  | Кваліфікація до Ліги B                                |
| 14  | Домініка                        | 4 | 2 | 1 | 1 | 6  | 5  | +1  | 7  | Кваліфікація до Ліги B                                |
| 15  | Сент-Кіттс і Невіс              | 4 | 2 | 0 | 2 | 11 | 3  | +8  | 6  | Кваліфікація до Ліги B                                |
| 16  | Домініканська Республіка        | 4 | 2 | 0 | 2 | 9  | 4  | +5  | 6  | Кваліфікація до Ліги B                                |
| 17  | Беліз                           | 4 | 2 | 0 | 2 | 6  | 3  | +3  | 6  | Кваліфікація до Ліги B                                |
| 18  | Антигуа і Барбуда               | 4 | 2 | 0 | 2 | 10 | 8  | +2  | 6  | Кваліфікація до Ліги B                                |
| 19  | Французька Гвіана               | 4 | 2 | 0 | 2 | 8  | 6  | +2  | 6  | Кваліфікація до Ліги B                                |
| 20  | Сент-Вінсент і Гренадини        | 4 | 2 | 0 | 2 | 5  | 6  | −1  | 6  | Кваліфікація до Ліги B                                |
| 21  | Гренада                         | 4 | 2 | 0 | 2 | 7  | 14 | −7  | 6  | Кваліфікація до Ліги B                                |
| 22  | Аруба                           | 4 | 1 | 1 | 2 | 5  | 6  | −1  | 4  | Кваліфікація до Ліги B                                |
| 23  | Гваделупа                       | 4 | 1 | 1 | 2 | 3  | 7  | −4  | 4  | Кваліфікація до Ліги C                                |
| 24  | Острови Теркс і Кайкос          | 4 | 1 | 1 | 2 | 5  | 23 | −18 | 4  | Кваліфікація до Ліги C                                |
| 25  | Барбадос                        | 4 | 1 | 0 | 3 | 3  | 7  | −4  | 3  | Кваліфікація до Ліги C                                |
| 26  | Бонайре                         | 4 | 1 | 0 | 3 | 3  | 14 | −11 | 3  | Кваліфікація до Ліги C                                |
| 27  | Американські Віргінські Острови | 4 | 1 | 0 | 3 | 3  | 16 | −13 | 3  | Кваліфікація до Ліги C                                |
| 28  | Сінт-Мартен                     | 4 | 1 | 0 | 3 | 4  | 30 | −26 | 3  | Кваліфікація до Ліги C                                |
| 29  | Кайманові Острови               | 4 | 0 | 1 | 3 | 1  | 9  | −8  | 1  | Кваліфікація до Ліги C                                |
| 30  | Британські Віргінські Острови   | 4 | 0 | 1 | 3 | 3  | 13 | −10 | 1  | Кваліфікація до Ліги C                                |
| 31  | Ангілья                         | 4 | 0 | 1 | 3 | 1  | 15 | −14 | 1  | Кваліфікація до Ліги C                                |
| 32  | Багамські Острови               | 4 | 0 | 1 | 3 | 1  | 15 | −14 | 1  | Кваліфікація до Ліги C                                |
| 33  | Пуерто-Рико                     | 4 | 0 | 0 | 4 | 0  | 5  | −5  | 0  | Кваліфікація до Ліги C                                |
| 34  | Сен-Мартен                      | 4 | 0 | 0 | 4 | 5  | 22 | −17 | 0  | Кваліфікація до Ліги C                                |

1. 1 2  Голи у гостях: Ангілья 1, Багами 0.

## Груповий етап

### Жеребкування
41 збірна була розподілена по лігам, в які вони потрапили за результатами попереднього етапу. В кожній лізі команди були «посіяні» в залежності від їх положення в рейтингу КОНКАКАФ в листопаді 2018 року. Ліга А мала три кошики з чотирма командами, Ліга В мала чотири кошики з чотирьох команд, а Ліга С мала три кошики, при цьому в кошиках 1 та 2 були по чотири команди, а в кошику 3 — п'ять.
| Кошик | Збірна             | О     | Місце |
| ----- | ------------------ | ----- | ----- |
| 1     | Мексика            | 1,998 | 1     |
| 1     | США                | 1,863 | 2     |
| 1     | Коста-Рика         | 1,752 | 3     |
| 1     | Гондурас           | 1,630 | 4     |
| 2     | Панама             | 1,579 | 5     |
| 2     | Канада             | 1,471 | 7     |
| 2     | Гаїті              | 1,359 | 10    |
| 2     | Тринідад і Тобаго  | 1,342 | 11    |
| 3     | Мартиніка          | 1,286 | 12    |
| 3     | Куба               | 1,152 | 13    |
| 3     | Кюрасао            | 1,079 | 15    |
| 3     | Бермудські Острови | 865   | 23    |

| Кошик | Збірна                   | О     | Місце |
| ----- | ------------------------ | ----- | ----- |
| 1     | Ямайка                   | 1,507 | 6     |
| 1     | Сальвадор                | 1,380 | 9     |
| 1     | Нікарагуа                | 1,083 | 14    |
| 1     | Французька Гвіана        | 1,057 | 16    |
| 2     | Сент-Кіттс і Невіс       | 1,018 | 18    |
| 2     | Домініканська Республіка | 983   | 19    |
| 2     | Суринам                  | 975   | 20    |
| 2     | Гаяна                    | 953   | 21    |
| 3     | Антигуа і Барбуда        | 930   | 22    |
| 3     | Беліз                    | 831   | 24    |
| 3     | Сент-Вінсент і Гренадини | 821   | 25    |
| 3     | Сент-Люсія               | 813   | 26    |
| 4     | Гренада                  | 749   | 28    |
| 4     | Аруба                    | 638   | 31    |
| 4     | Домініка                 | 593   | 32    |
| 4     | Монтсеррат               | 478   | 35    |

| Кошик | Збірна                          | О     | Місце |
| ----- | ------------------------------- | ----- | ----- |
| 1     | Гватемала                       | 1,419 | 8     |
| 1     | Гваделупа                       | 1,054 | 17    |
| 1     | Бонайре                         | 766   | 27    |
| 1     | Барбадос                        | 707   | 29    |
| 2     | Пуерто-Рико                     | 665   | 30    |
| 2     | Багамські Острови               | 582   | 33    |
| 2     | Кайманові Острови               | 532   | 34    |
| 2     | Острови Теркс і Кайкос          | 453   | 36    |
| 3     | Американські Віргінські Острови | 392   | 37    |
| 3     | Сен-Мартен                      | 338   | 38    |
| 3     | Сінт-Мартен                     | 328   | 39    |
| 3     | Британські Віргінські Острови   | 257   | 40    |
| 3     | Ангілья                         | 250   | 41    |

Жеребкування групового етапу відбулася в Лас-Вегасі, штат Невада, США, 27 березня 2019 року о 19:00 за місцевим часом (PDT).

### Ліга A

#### Група A
| Поз | Команда | І | В | Н | П | ГЗ | ГП | РГ  | О | Кваліфікація або пониження        |  | Сполучені Штати Америки | Канада | Куба |
| --- | ------- | - | - | - | - | -- | -- | --- | - | --------------------------------- |  | ----------------------- | ------ | ---- |
| 1   | США     | 4 | 3 | 0 | 1 | 15 | 3  | +12 | 9 | Кваліфікація до фінального раунду |  | —                       | 4–1    | 7–0  |
| 2   | Канада  | 4 | 3 | 0 | 1 | 10 | 4  | +6  | 9 |                                   |  | 2–0                     | —      | 6–0  |
| 3   | Куба    | 4 | 0 | 0 | 4 | 0  | 18 | −18 | 0 | Виліт до Ліги B                   |  | 0–4                     | 0–1    | —    |

#### Група B
| Поз | Команда            | І | В | Н | П | ГЗ | ГП | РГ  | О  | Кваліфікація або пониження        |  | Мексика | Панама | Бермудські Острови |
| --- | ------------------ | - | - | - | - | -- | -- | --- | -- | --------------------------------- |  | ------- | ------ | ------------------ |
| 1   | Мексика            | 4 | 4 | 0 | 0 | 13 | 3  | +10 | 12 | Кваліфікація до фінального раунду |  | —       | 3–1    | 2–1                |
| 2   | Панама             | 4 | 1 | 0 | 3 | 5  | 9  | −4  | 3  |                                   |  | 0–3     | —      | 0–2                |
| 3   | Бермудські Острови | 4 | 1 | 0 | 3 | 5  | 11 | −6  | 3  | Виліт до Ліги B                   |  | 1–5     | 1–4    | —                  |

#### Група C
| Поз | Команда           | І | В | Н | П | ГЗ | ГП | РГ | О  | Кваліфікація або пониження        |  | Гондурас | Мартиніка | Тринідад і Тобаго |
| --- | ----------------- | - | - | - | - | -- | -- | -- | -- | --------------------------------- |  | -------- | --------- | ----------------- |
| 1   | Гондурас          | 4 | 3 | 1 | 0 | 8  | 1  | +7 | 10 | Кваліфікація до фінального раунду |  | —        | 1–0       | 4–0               |
| 2   | Мартиніка         | 4 | 0 | 3 | 1 | 4  | 5  | −1 | 3  |                                   |  | 1–1      | —         | 1–1               |
| 3   | Тринідад і Тобаго | 4 | 0 | 2 | 2 | 3  | 9  | −6 | 2  | Виліт до Ліги B                   |  | 0–2      | 2–2       | —                 |

#### Група D
| Поз | Команда    | І | В | Н | П | ГЗ | ГП | РГ | О | Кваліфікація або пониження        |  | Коста-Рика | Кюрасао | Гаїті |
| --- | ---------- | - | - | - | - | -- | -- | -- | - | --------------------------------- |  | ---------- | ------- | ----- |
| 1   | Коста-Рика | 4 | 1 | 3 | 0 | 4  | 3  | +1 | 6 | Кваліфікація до фінального раунду |  | —          | 0–0     | 1–1   |
| 2   | Кюрасао    | 4 | 1 | 2 | 1 | 3  | 3  | 0  | 5 |                                   |  | 1–2        | —       | 1–0   |
| 3   | Гаїті      | 4 | 0 | 3 | 1 | 3  | 4  | −1 | 3 | Виліт до Ліги B                   |  | 1–1        | 1–1     | —     |

### Ліга B

#### Група A
| Поз | Команда            | І | В | Н | П | ГЗ | ГП | РГ | О  | Підвищення або пониження |     | Гренада | Французька Гвіана | Беліз | Сент-Кіттс і Невіс |
| --- | ------------------ | - | - | - | - | -- | -- | -- | -- | ------------------------ | --- | ------- | ----------------- | ----- | ------------------ |
| 1   | Гренада            | 6 | 4 | 2 | 0 | 8  | 4  | +4 | 14 | Вихід до Ліги A          |     | —       | 1–0               | 3–2   | 2–1                |
| 2   | Французька Гвіана  | 6 | 2 | 2 | 2 | 8  | 6  | +2 | 8  |                          |     | 0–0     | —                 | 3–0   | 3–1                |
| 3   | Беліз              | 6 | 2 | 0 | 4 | 6  | 12 | −6 | 6  |                          | 1–2 | 2–0     | —                 | 0–4   |                    |
| 4   | Сент-Кіттс і Невіс | 6 | 1 | 2 | 3 | 8  | 8  | 0  | 5  | Виліт до Ліги C          |     | 0–0     | 2–2               | 0–1   | —                  |

#### Група B
| Поз | Команда                  | І | В | Н | П | ГЗ | ГП | РГ | О  | Підвищення або пониження |     | Сальвадор | Монтсеррат | Домініканська Республіка | Сент-Люсія |
| --- | ------------------------ | - | - | - | - | -- | -- | -- | -- | ------------------------ | --- | --------- | ---------- | ------------------------ | ---------- |
| 1   | Сальвадор                | 6 | 5 | 0 | 1 | 10 | 1  | +9 | 15 | Вихід до Ліги A          |     | —         | 1–0        | 2–0                      | 3–0        |
| 2   | Монтсеррат               | 6 | 2 | 2 | 2 | 4  | 5  | −1 | 8  |                          |     | 0–2       | —          | 2–1                      | 1–1        |
| 3   | Домініканська Республіка | 6 | 2 | 1 | 3 | 5  | 5  | 0  | 7  |                          | 1–0 | 0–0       | —          | 3–0                      |            |
| 4   | Сент-Люсія               | 6 | 1 | 1 | 4 | 2  | 10 | −8 | 4  | Виліт до Ліги C          |     | 0–2       | 0–1        | 1–0                      | —          |

#### Група C
| Поз | Команда           | І | В | Н | П | ГЗ | ГП | РГ  | О  | Підвищення або пониження |     | Ямайка | Гаяна | Антигуа і Барбуда | Аруба |
| --- | ----------------- | - | - | - | - | -- | -- | --- | -- | ------------------------ | --- | ------ | ----- | ----------------- | ----- |
| 1   | Ямайка            | 6 | 5 | 1 | 0 | 21 | 1  | +20 | 16 | Вихід до Ліги A          |     | —      | 1–1   | 6–0               | 2–0   |
| 2   | Гаяна             | 6 | 3 | 1 | 2 | 12 | 10 | +2  | 10 |                          |     | 0–4    | —     | 5–1               | 4–2   |
| 3   | Антигуа і Барбуда | 6 | 3 | 0 | 3 | 8  | 17 | −9  | 9  |                          | 0–2 | 2–1    | —     | 2–1               |       |
| 4   | Аруба             | 6 | 0 | 0 | 6 | 5  | 18 | −13 | 0  | Виліт до Ліги C          |     | 0–6    | 0–1   | 2–3               | —     |

#### Група D
| Поз | Команда                  | І | В | Н | П | ГЗ | ГП | РГ  | О  | Підвищення або пониження |     | Суринам | Сент-Вінсент і Гренадини | Нікарагуа | Домініка |
| --- | ------------------------ | - | - | - | - | -- | -- | --- | -- | ------------------------ | --- | ------- | ------------------------ | --------- | -------- |
| 1   | Суринам                  | 6 | 4 | 1 | 1 | 16 | 5  | +11 | 13 | Вихід до Ліги A          |     | —       | 0–1                      | 6–0       | 4–0      |
| 2   | Сент-Вінсент і Гренадини | 6 | 3 | 2 | 1 | 6  | 4  | +2  | 11 |                          |     | 2–2     | —                        | 1–0       | 1–0      |
| 3   | Нікарагуа                | 6 | 2 | 1 | 3 | 9  | 11 | −2  | 7  |                          | 1–2 | 1–1     | —                        | 3–1       |          |
| 4   | Домініка                 | 6 | 1 | 0 | 5 | 3  | 14 | −11 | 3  | Виліт до Ліги C          |     | 1–2     | 1–0                      | 0–4       | —        |

### Ліга C

#### Група A
| Поз | Команда                         | І | В | Н | П | ГЗ | ГП | РГ  | О  | Підвищення      |     | Барбадос | Кайманові острови | Сен-Мартен (Франція) | Американські Віргінські Острови |
| --- | ------------------------------- | - | - | - | - | -- | -- | --- | -- | --------------- | --- | -------- | ----------------- | -------------------- | ------------------------------- |
| 1   | Барбадос                        | 6 | 4 | 0 | 2 | 14 | 4  | +10 | 12 | Вихід до Ліги B |     | —        | 3–0               | 4–0                  | 1–0                             |
| 2   | Кайманові Острови               | 6 | 4 | 0 | 2 | 7  | 8  | −1  | 12 |                 |     | 3–2      | —                 | 1–0                  | 1–0                             |
| 3   | Сен-Мартен                      | 6 | 3 | 0 | 3 | 7  | 8  | −1  | 9  |                 | 1–0 | 3–0      | —                 | 1–2                  |                                 |
| 4   | Американські Віргінські Острови | 6 | 1 | 0 | 5 | 3  | 11 | −8  | 3  |                 | 0–4 | 0–2      | 1–2               | —                    |                                 |

#### Група B
| Поз | Команда                       | І | В | Н | П | ГЗ | ГП | РГ  | О  | Підвищення      |     | Багамські Острови | Бонайре | Британські Віргінські Острови |
| --- | ----------------------------- | - | - | - | - | -- | -- | --- | -- | --------------- | --- | ----------------- | ------- | ----------------------------- |
| 1   | Багамські Острови             | 4 | 3 | 1 | 0 | 10 | 2  | +8  | 10 | Вихід до Ліги B |     | —                 | 2–1     | 3–0                           |
| 2   | Бонайре                       | 4 | 2 | 1 | 1 | 10 | 8  | +2  | 7  |                 |     | 1–1               | —       | 4–2                           |
| 3   | Британські Віргінські Острови | 4 | 0 | 0 | 4 | 5  | 15 | −10 | 0  |                 | 0–4 | 3–4               | —       |                               |

#### Група C
| Поз | Команда     | І | В | Н | П | ГЗ | ГП | РГ  | О  | Підвищення      |     | Гватемала | Пуерто-Рико | Ангілья |
| --- | ----------- | - | - | - | - | -- | -- | --- | -- | --------------- | --- | --------- | ----------- | ------- |
| 1   | Гватемала   | 4 | 4 | 0 | 0 | 25 | 0  | +25 | 12 | Вихід до Ліги B |     | —         | 5–0         | 10–0    |
| 2   | Пуерто-Рико | 4 | 2 | 0 | 2 | 6  | 12 | −6  | 6  |                 |     | 0–5       | —           | 3–0     |
| 3   | Ангілья     | 4 | 0 | 0 | 4 | 2  | 21 | −19 | 0  |                 | 0–5 | 2–3       | —           |         |

#### Група D
| Поз | Команда                | І | В | Н | П | ГЗ | ГП | РГ  | О  | Підвищення      |     | Гваделупа | Теркс і Кайкос | Сінт-Мартен |
| --- | ---------------------- | - | - | - | - | -- | -- | --- | -- | --------------- | --- | --------- | -------------- | ----------- |
| 1   | Гваделупа              | 4 | 4 | 0 | 0 | 20 | 2  | +18 | 12 | Вихід до Ліги B |     | —         | 10–0           | 5–1         |
| 2   | Острови Теркс і Кайкос | 4 | 2 | 0 | 2 | 8  | 17 | −9  | 6  |                 |     | 0–3       | —              | 3–2         |
| 3   | Сінт-Мартен            | 4 | 0 | 0 | 4 | 6  | 15 | −9  | 0  |                 | 1–2 | 2–5       | —              |             |

## Фінальний етап

### Жеребкування
Для визначення півфінальних пар чотири команди-переможниці свої груп Ліги А були включені до зведеної таблиці:
| Місце | Груп | Команда    | І | В | Н | П | ГЗ | ГП | РГ  | О  |
| ----- | ---- | ---------- | - | - | - | - | -- | -- | --- | -- |
| 1     | B    | Мексика    | 4 | 4 | 0 | 0 | 13 | 3  | +10 | 12 |
| 2     | C    | Гондурас   | 4 | 3 | 1 | 0 | 8  | 1  | +7  | 10 |
| 3     | A    | США        | 4 | 3 | 0 | 1 | 15 | 3  | +12 | 9  |
| 4     | D    | Коста-Рика | 4 | 1 | 3 | 0 | 4  | 3  | +1  | 6  |

### Плей-оф
У півфіналах та грі за третє місце додатковий час не проводиться і якщо в результаті основного часу зафіксована нічия, то відразу призначалась серія пенальті. У фіналі додатковий час за потреби міг бути призначений (Регламент, стаття 12.11).
|  | Півфінали         | Півфінали |                    |       | Фінал | Фінал |
|  |                   |           |                    |       |       |       |
|  | 3 червня — Денвер |           |                    |       |       |       |
|  |                   |           |                    |       |       |       |
|  | Гондурас          | 0         |                    |       |       |       |
|  | Гондурас          | 0         | 6 червня — Денвер  |       |       |       |
|  | США               | 1         |                    |       |       |       |
|  | США               | 1         | США дч             | 3     |       |       |
|  | 3 червня — Денвер |           | США дч             | 3     |       |       |
|  |                   | Мексика   | 2                  |       |       |       |
|  | Мексика пен.      | Мексика   | 2                  | 0 (5) |       |       |
|  | Мексика пен.      |           |                    | 0 (5) |       |       |
|  | Коста-Рика        | 0 (4)     |                    |       |       |       |
|  | Коста-Рика        | 0 (4)     | Матч за 3-тє місце |       |       |       |
|  |                   |           |                    |       |       |       |
|  | 6 червня — Денвер |           |                    |       |       |       |
|  |                   |           |                    |       |       |       |
|  | Гондурас пен.     | 2 (5)     |                    |       |       |       |
|  | Гондурас пен.     | 2 (5)     |                    |       |       |       |
|  | Коста-Рика        | 2 (4)     |                    |       |       |       |

Вказано місцевий час, MDT (UTC−6).

### Півфінали
| 3 червня 2021 17:30 |

| Гондурас | 0–1      | США        |
| -------- | -------- | ---------- |
|          | Протокол | Сібачо 89' |

| Емпавер Філд ет Майл-Гай, Денвер Глядачів: 34,451 Арбітр: Ошане Нейшн (Ямайка) |

| 3 червня 2021 20:00 |

| Мексика                                               | 0–0      | Коста-Рика                                              |
| ----------------------------------------------------- | -------- | ------------------------------------------------------- |
|                                                       | Протокол |                                                         |
|                                                       | Пенальті |                                                         |
| - Антуна - Лосано - Пінеда - Пулідо - Ромо - Гальярдо | 5–4      | - Венегас - Дуарте - Альфаро - Лассітер - Кальво - Крус |

| Емпавер Філд ет Майл-Гай, Денвер Глядачів: 34,451 Арбітр: Браян Лопес (Гватемала) |

### Матч за 3-тє місце
| 6 червня 2021 16:30 |

| Гондурас                                                | 2–2      | Коста-Рика                                             |
| ------------------------------------------------------- | -------- | ------------------------------------------------------ |
| Е. Родрігес 48' Еліс 80'                                | Протокол | Кемпбелл 8' Кальво 85'                                 |
|                                                         | Пенальті |                                                        |
| - А. Лопес - Еліс - Бенгуче - Торо - Акоста - Альварадо | 5–4      | - Венегас - Кальво - Лассітер - Торрес - Мора - Техеда |

| Емпавер Філд ет Майл-Гай, Денвер Глядачів: 37,648 Арбітр: Реон Радікс (Гренада) |

### Фінал
| 6 червня 2021 19:00 |

| США                                              | 3–2      | Мексика                  |
| ------------------------------------------------ | -------- | ------------------------ |
| - Рейна 27' - Маккенні 82' - Пулишич 114' (пен.) | Протокол | - Корона 2' - Лайнес 79' |

| Емпавер Філд ет Майл-Гай, Денвер Глядачів: 37,648 Арбітр: Джон Пітті (Панама) |

## Найкращі бомбардири
| Місце | Гравець          | Голів |
| ----- | ---------------- | ----- |
| 1     | Джордан Морріс   | 4     |
| 1     | Вестон Маккенні  | 4     |
| 3     | Накі Веллс       | 3     |
| 3     | Джуніор Гойлетт  | 3     |
| 3     | Франсіско Кальво | 3     |
| 3     | Альберт Еліс     | 3     |
| 3     | Хосе Хуан Масіас | 3     |
| 3     | Джош Сарджент    | 3     |

| Місце | Гравець          | Голів |
| ----- | ---------------- | ----- |
| 1     | Глеофіло Влейтер | 10    |
| 2     | Джамал Чарльз    | 6     |
| 3     | Трейон Бобб      | 4     |
| 3     | Шамар Ніколсон   | 4     |
| 3     | Ровен Ліберд     | 4     |

| Місце | Гравець          | Голів |
| ----- | ---------------- | ----- |
| 1     | Рафаель Мірваль  | 7     |
| 2     | Еді Даніло Герра | 6     |
| 3     | Гервін Лейк      | 5     |
| 4     | Марвін Себальйос | 4     |
| 4     | Яннік Бельшас    | 4     |
| 4     | Біллі Форбс      | 4     |